# Vườn bách thảo München-Nymphenburg

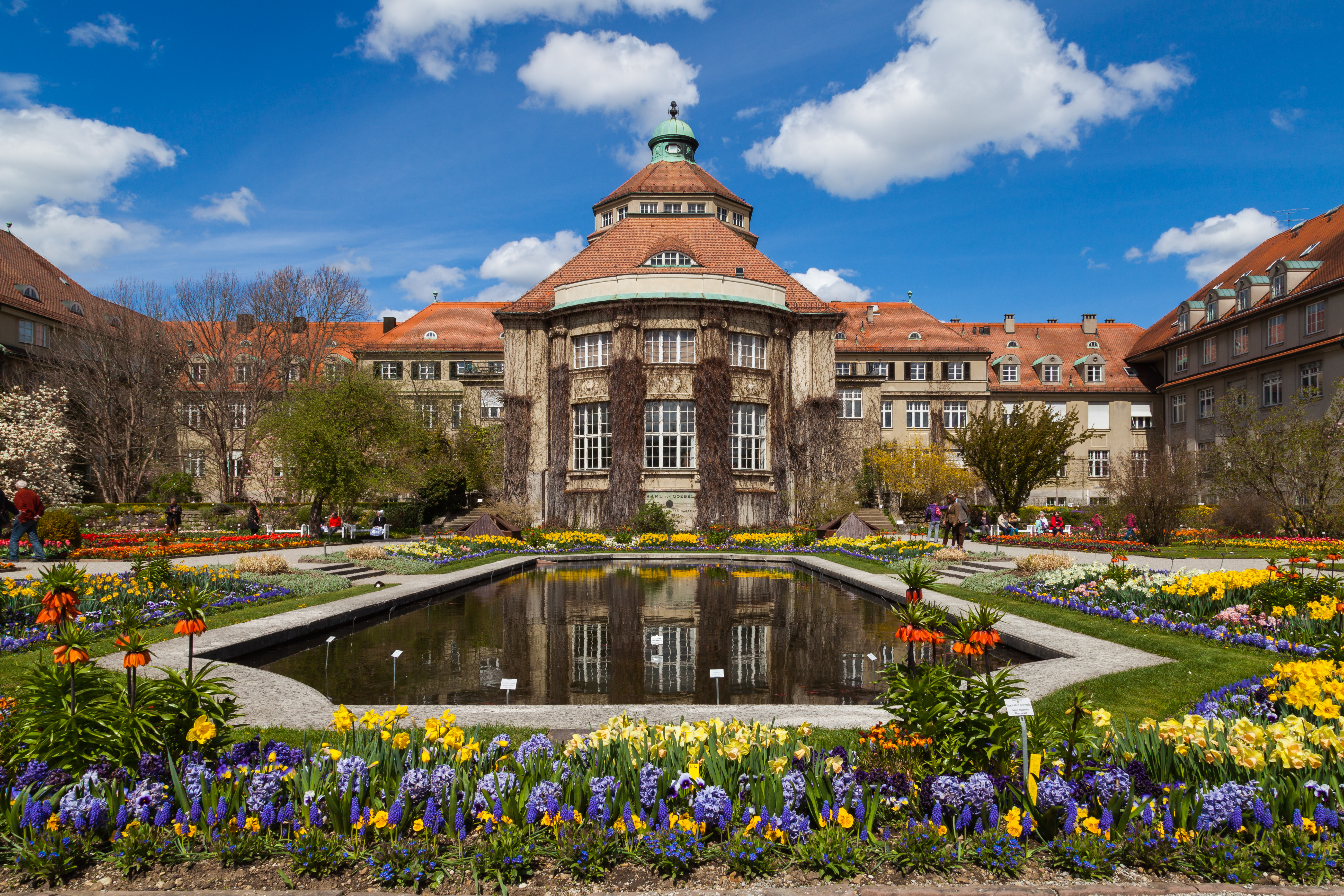
Nhà chính

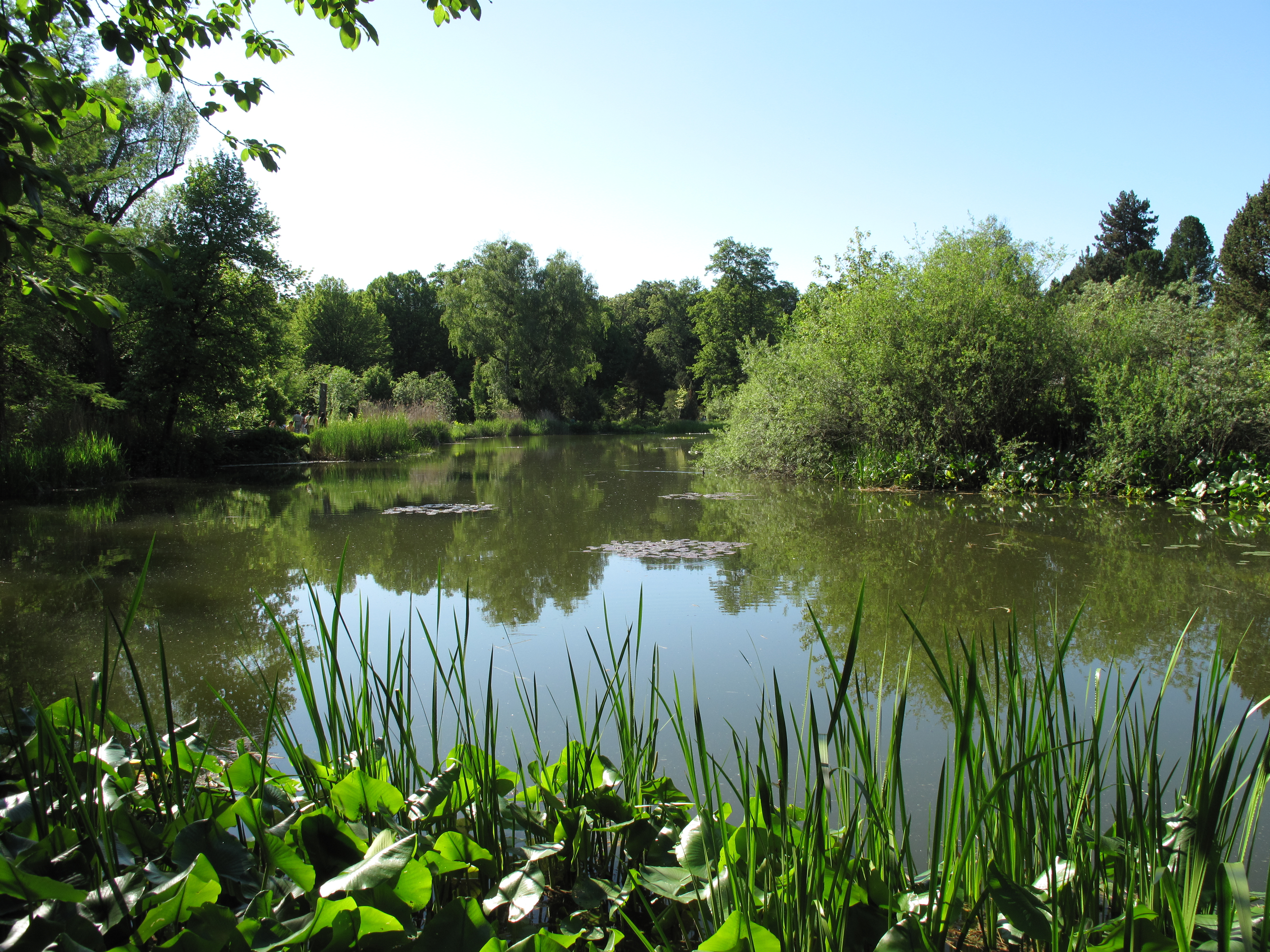
Hồ

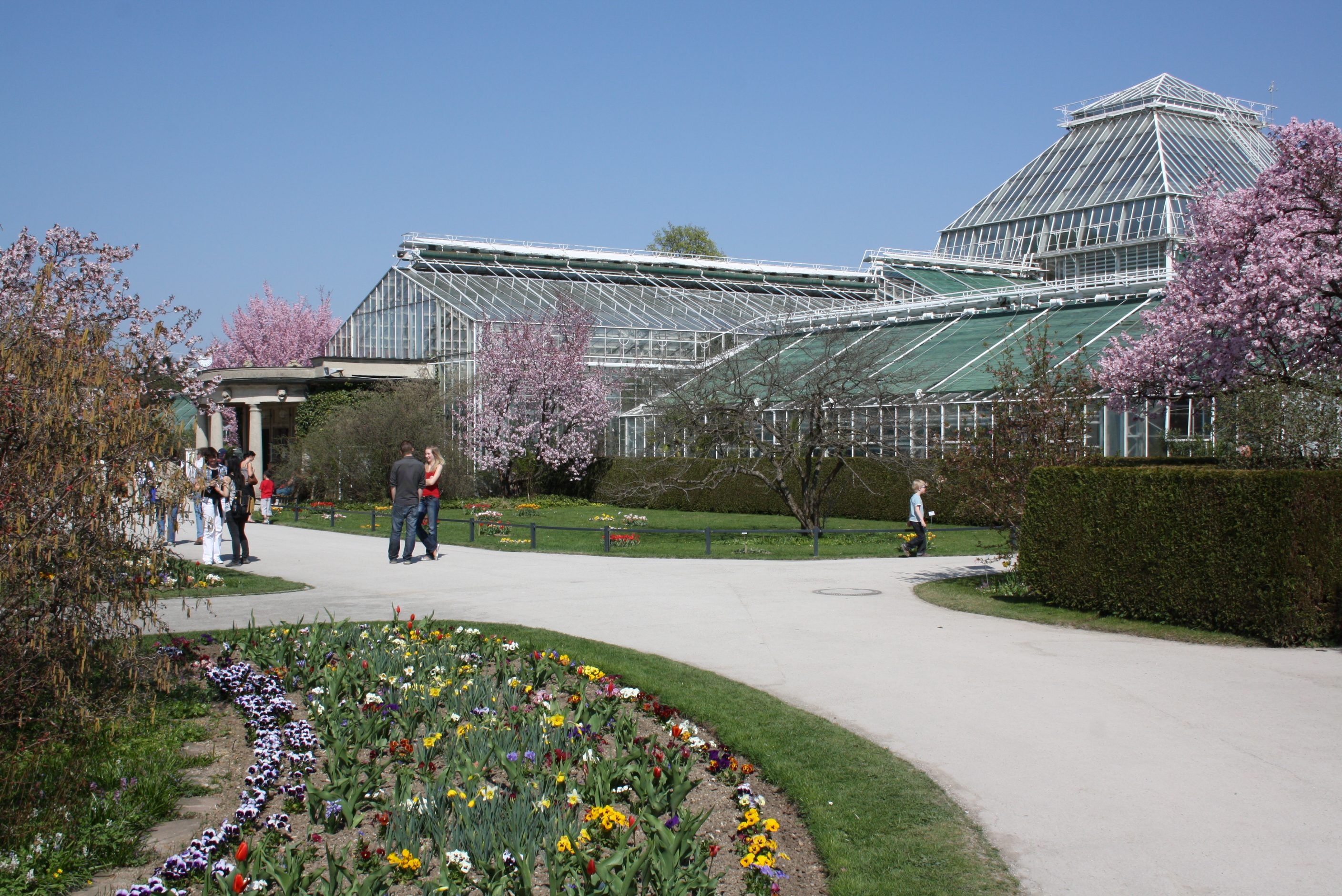
Nhà kính

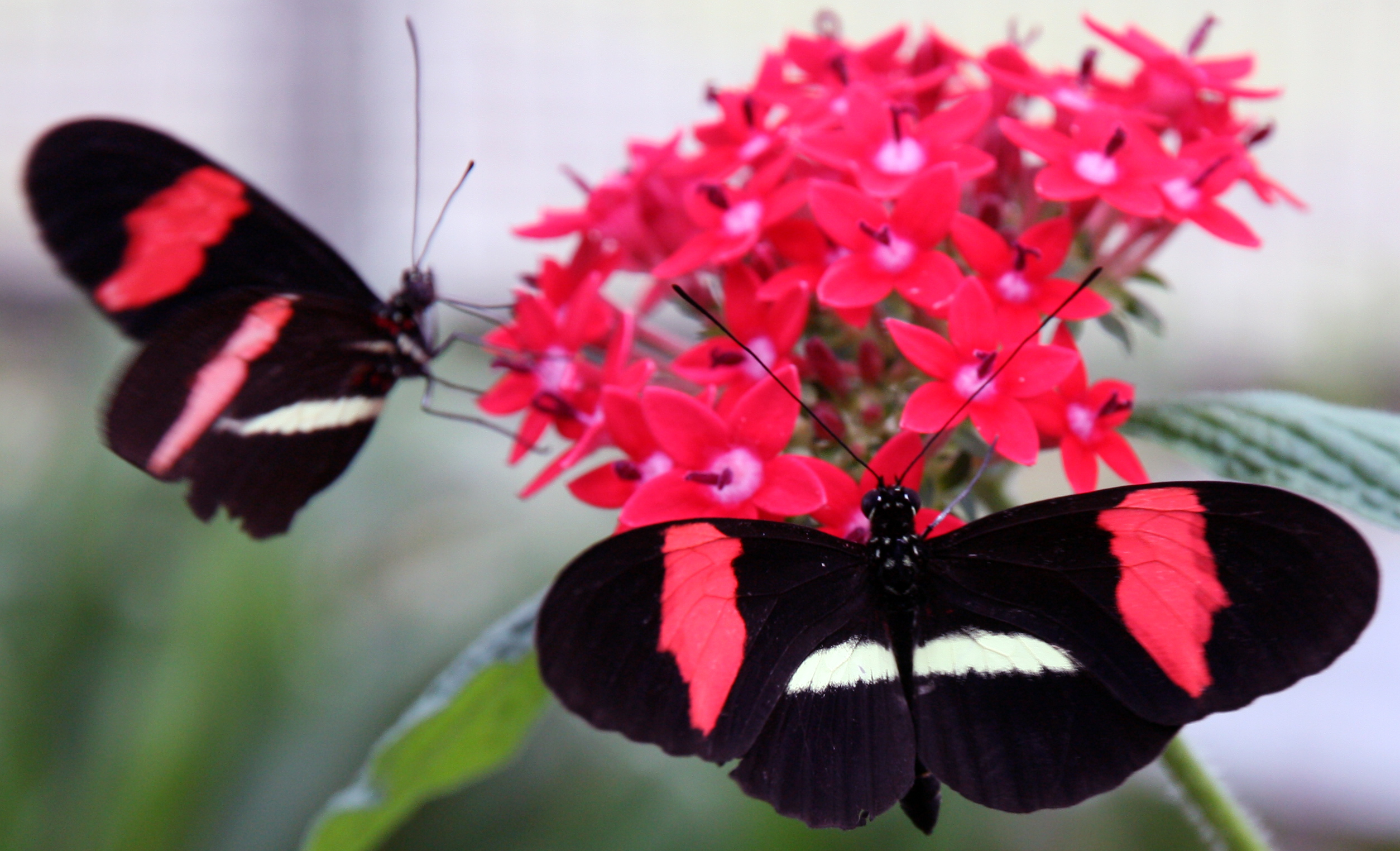
Triển lãm bướm nhiệt đới: Heliconius melpomene rosina

Vườn bách thảo München-Nymphenburg , còn được gọi là Neuer Botanischer Garten (Vườn bách thảo mới), nằm bên cạnh Công viên Nymphenburg về phía Bắc. Với diện tích 21,20 hecta và trên 400.000 du khách viếng thăm mỗi năm, nó là một trong những vườn bách thảo lớn nhất tại Đức. Vào tháng 5 năm 2014, Vườn bách thảo München-Nymphenburg đã ăn mừng 100 năm ngày thành lập.

## Lịch sử
1812, vườn bách thảo đầu tiên ở München được xây theo họa đồ của Friedrich Ludwig von Sckell, dưới sự điều khiển của Franz von Paula von Schrank. Phần còn lại của vườn này ngày nay được gọi là Alter Botanische Garten (vườn bách thảo cũ), nằm gần công trường Karlsplatz ngay trung tâm thành phố.
1914, do thành phố phát triển, vườn bách thảo được dọn về khu vực Nymphenburg. Vườn mới được hoạch định bởi giám đốc đầu tiên ở đây, Karl von Goebel cùng với nhà kiến trúc vườn tược Peter Holfelder.
Từ năm 1966, vườn bách thảo và Botanische Staatssammlung (Viện sưu tập thực vật quốc gia) cũng như Institut für Systematische Botanik (viện hệ thống thực vật) của Đại học Ludwig Maximilian München mà nằm cùng trên một mảnh đất được điều khiển chung.

## Thiết kế
Các thiết kế của vườn bách thảo cho đến bây giờ hầu như không thay đổi. Tổng cộng trong vườn có khoảng 14.000 loại cây trong diện tích 18  Hecta. Trong các phòng của nhà kính, diện tích tổng cộng là 4.500  m2 có chỗ cho các loại cây vùng nhiệt đới ẩm, rừng núi nhiệt đới mát, và sa mạc. Những khu vực khác là Schmuckhof, khu Rhododendron, Arboretum và Alpinum bên cạnh một hồ nhỏ, có tên là rạch lớn (großer Teich). Cùng với trạm bên ngoài, vườn cây Alpen ở Schachen (1.860 m) thuộc vùng núi Wetterstein, xây năm 1901, vườn bách thảo cũng được dùng để nghiên cứu và dạy học.
Trong những tháng mùa đông từ tháng 12 tới tháng 3 từ những năm gần đây có một cuộc triển lãm bướn đặc biệt, nơi bướm, khoảng 400 loại bay trong phòng nhà kính ấm số 4, có một khí hậu như ở rừng mưa nhiệt đới.
Mỗi năm vào tháng 7, vườn bách thảo có trưng bày và bán các loại hoa hồng.
Ở trung tâm vườn có một quán café và quán ăn.

## Hình ảnh

Vườn bách thảo München
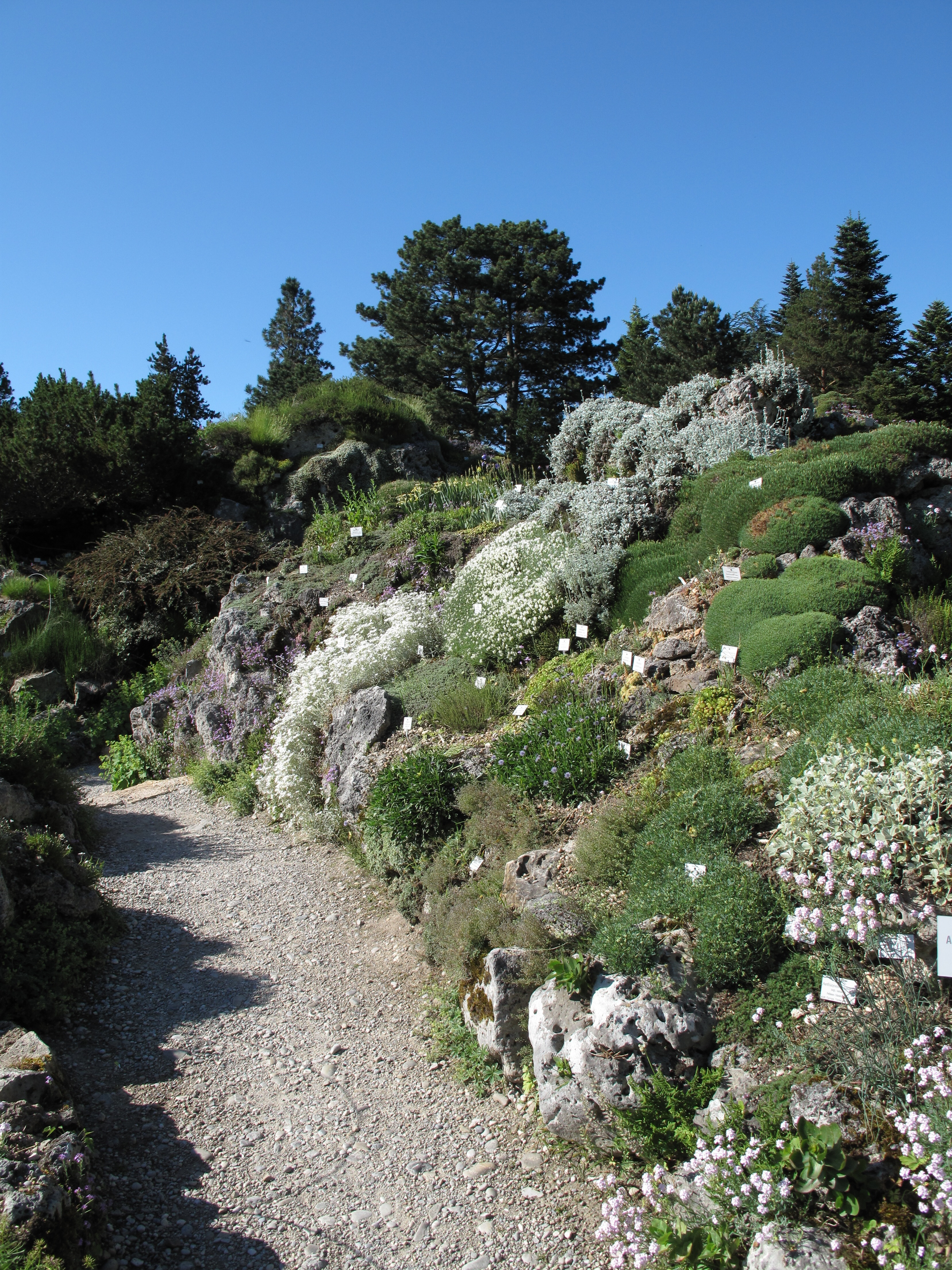
Alpinum
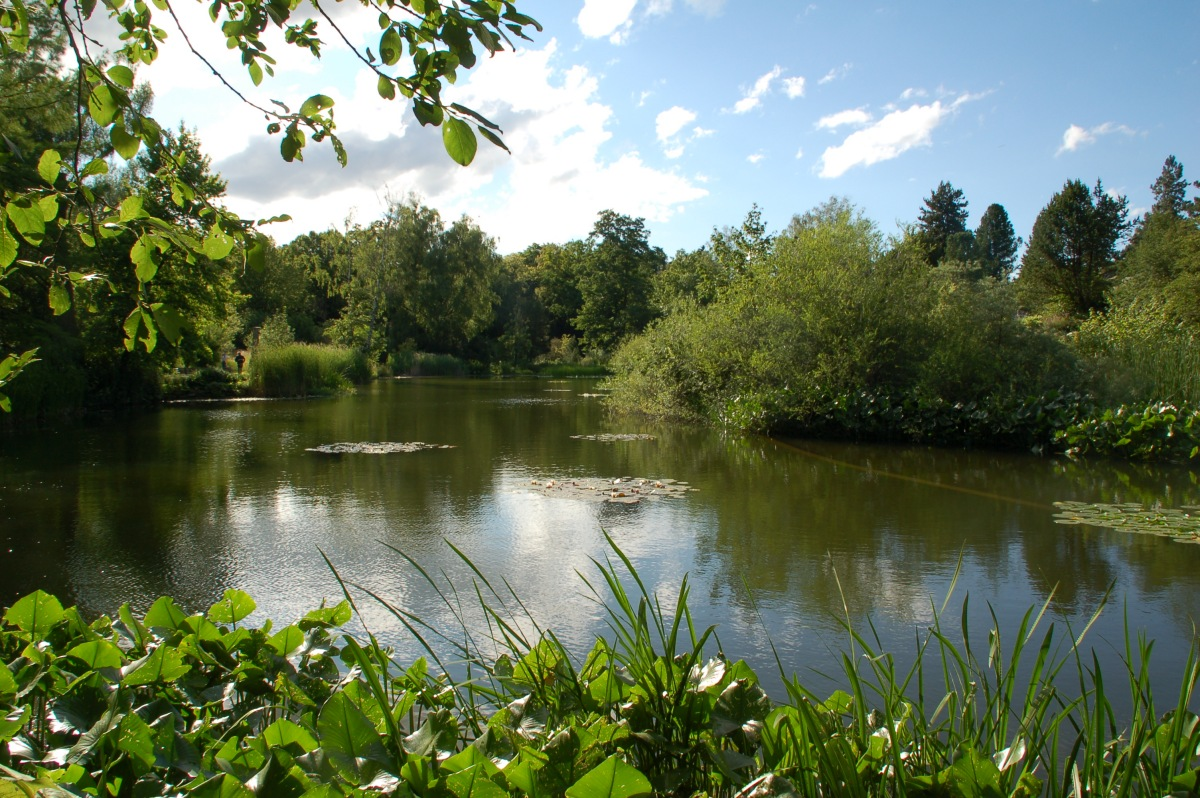
hồ
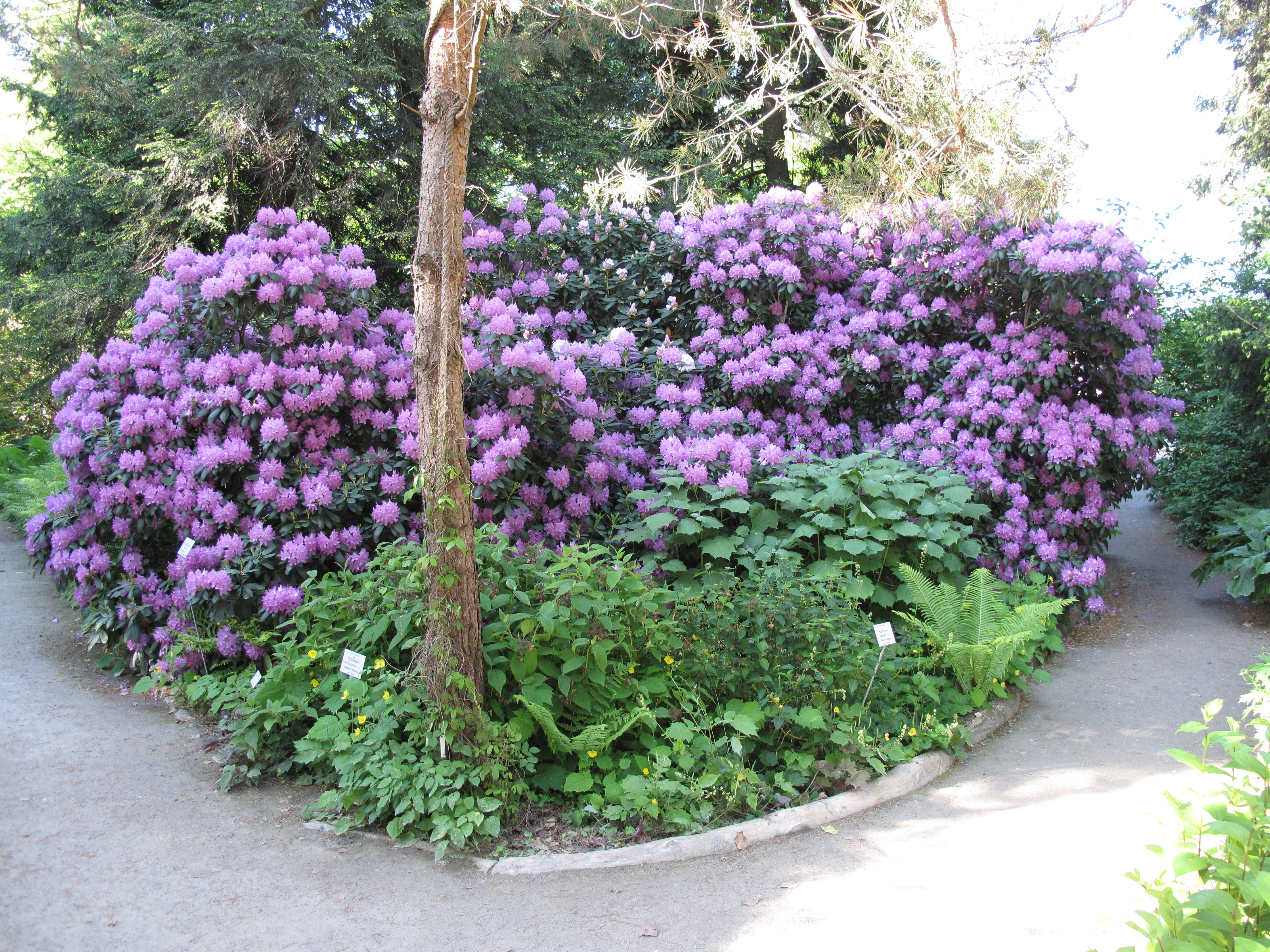
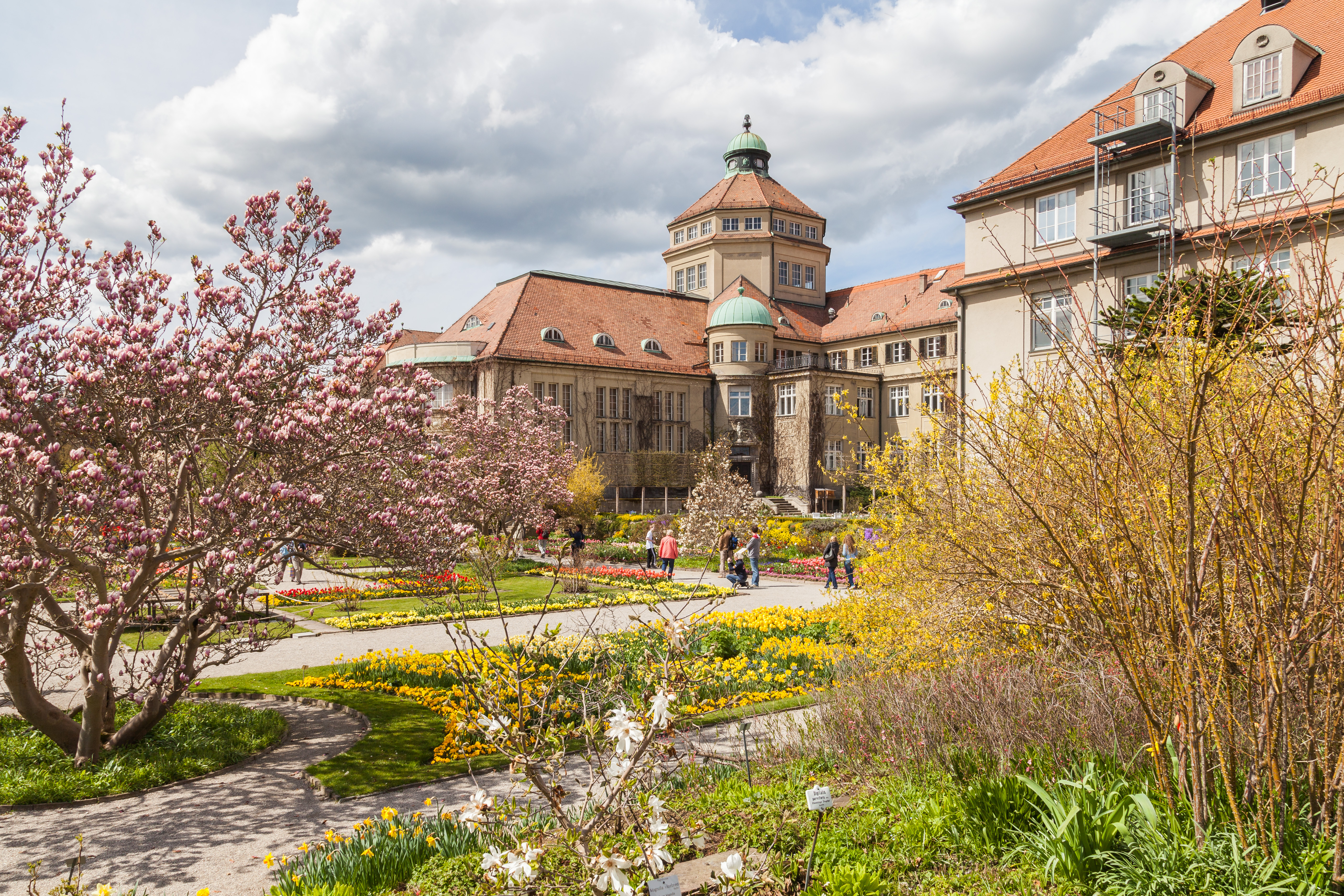
Nhà chính
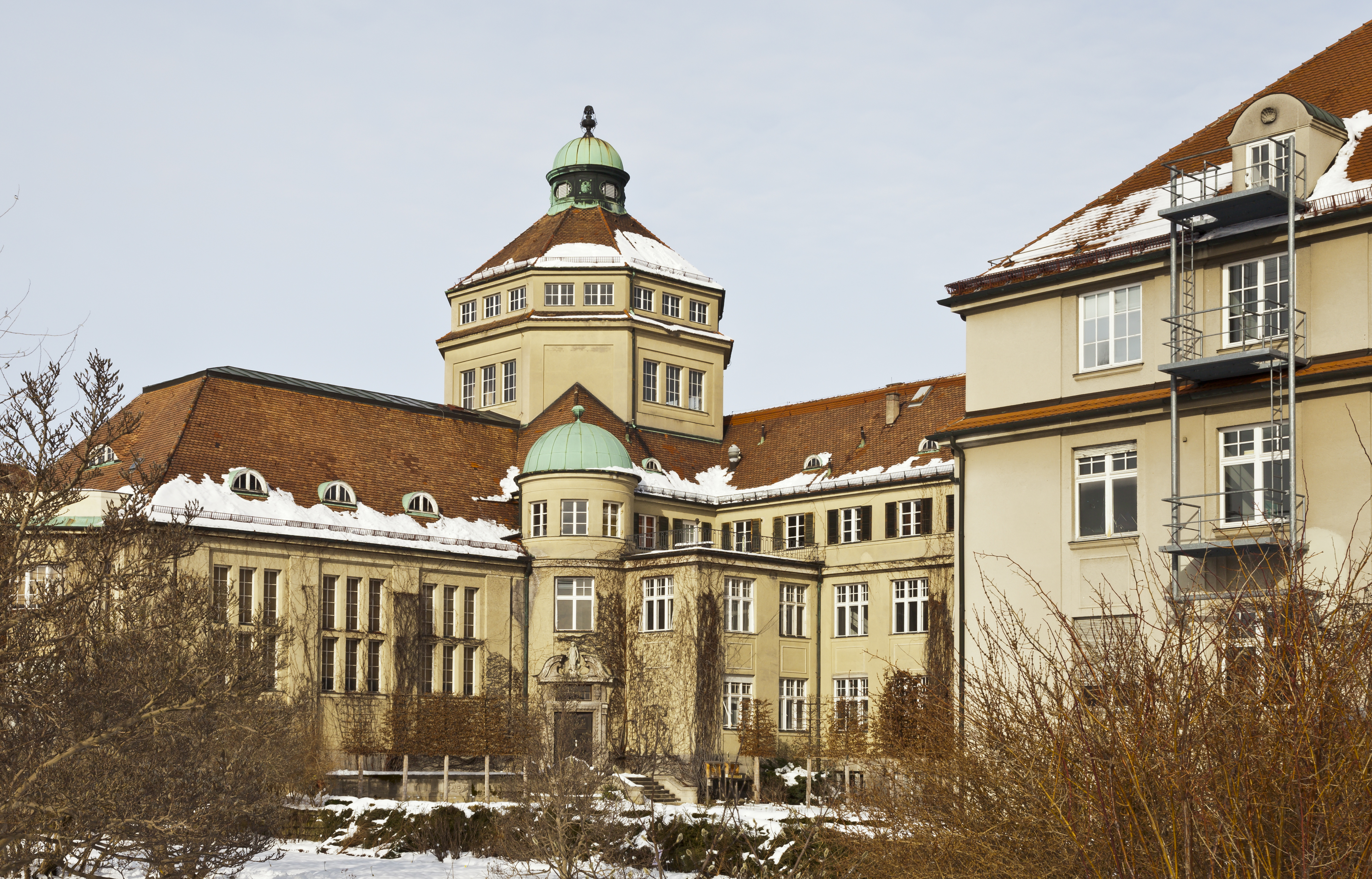
Nhà chính
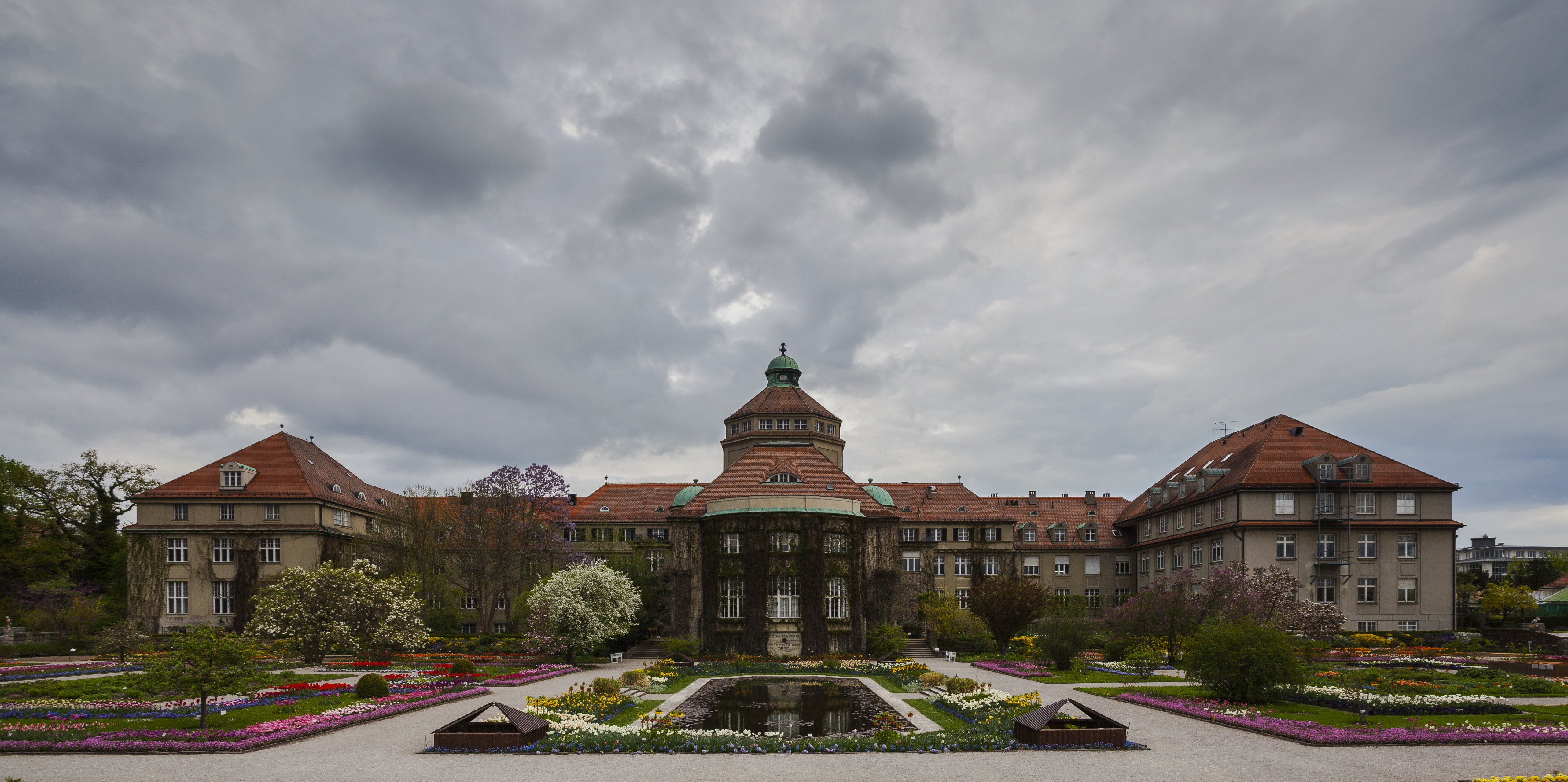
Nhà chính
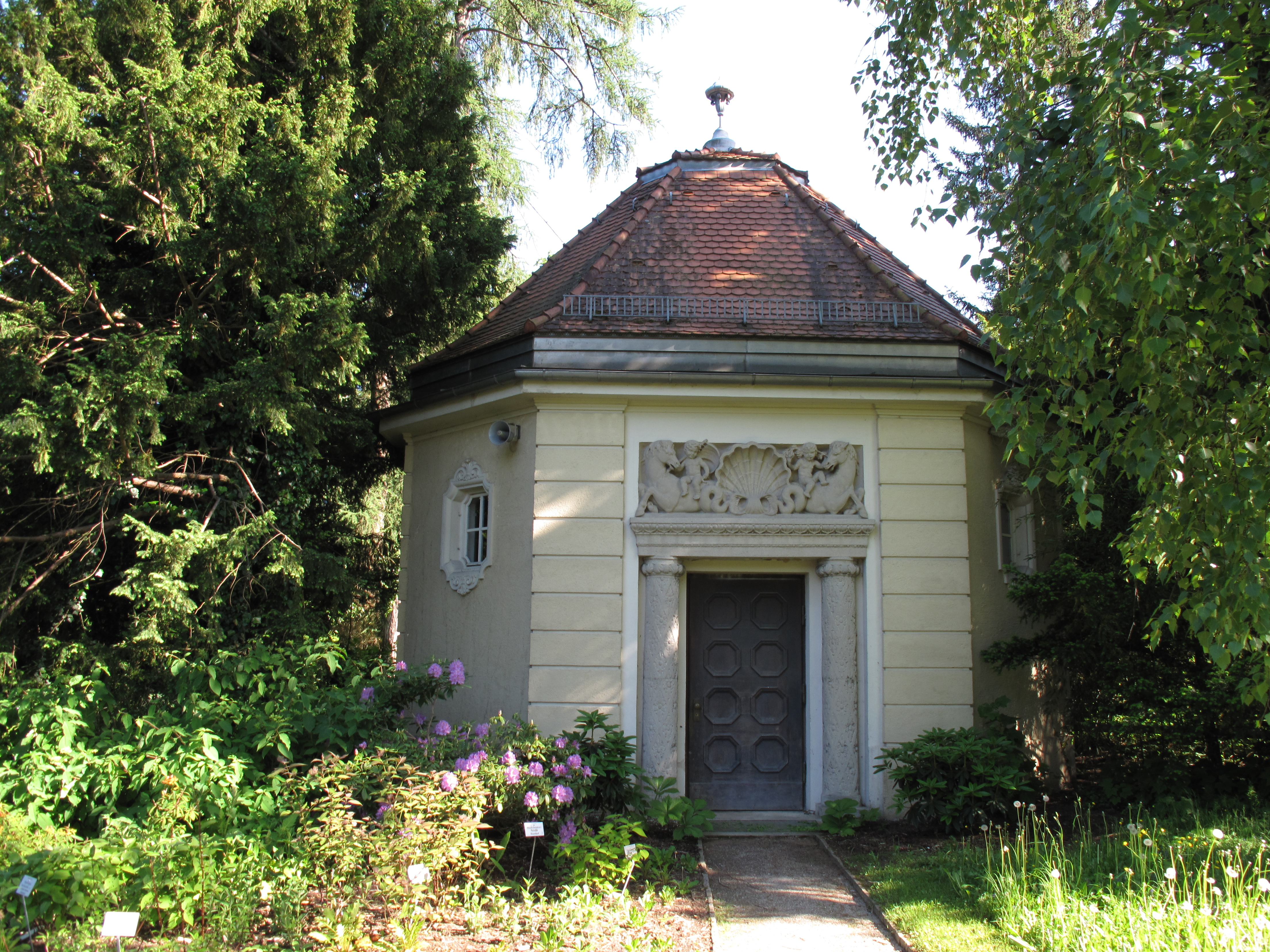
Nhà chứa máy bơm nước
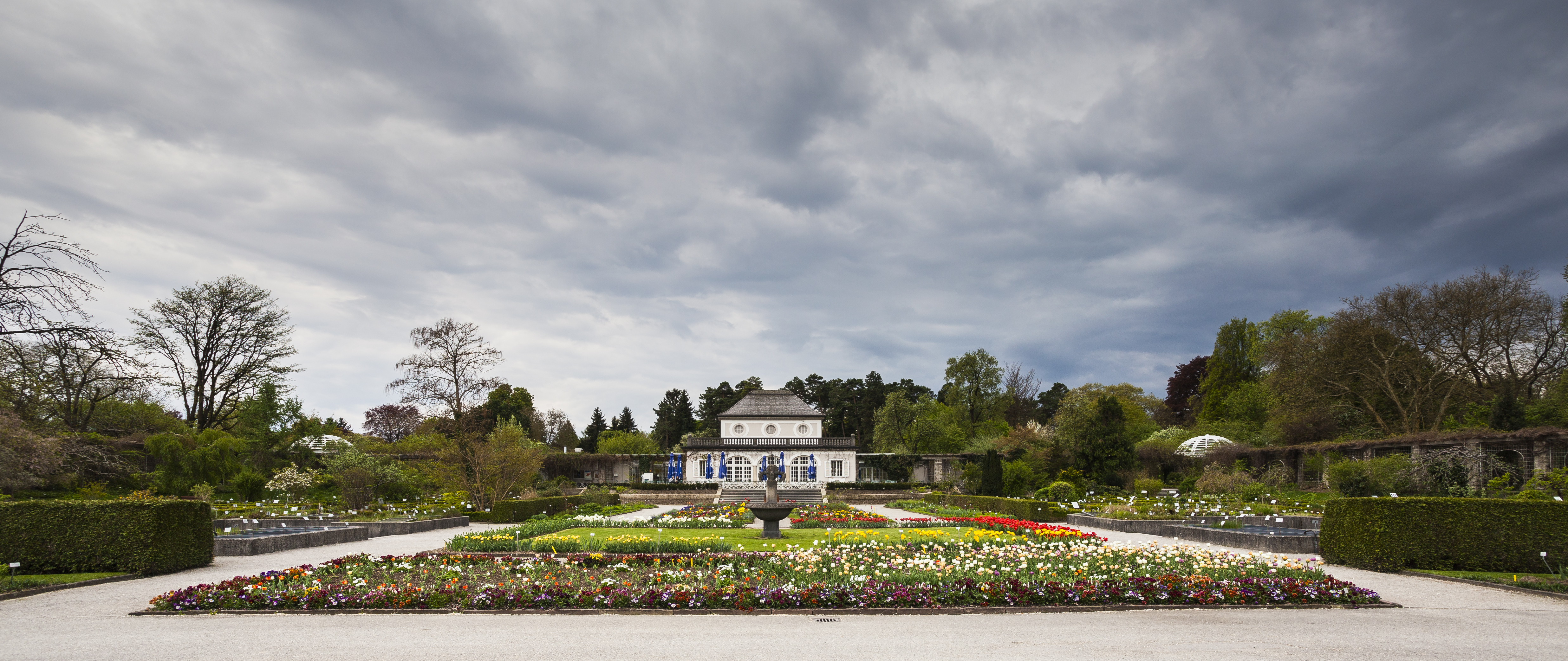
Quán ăn
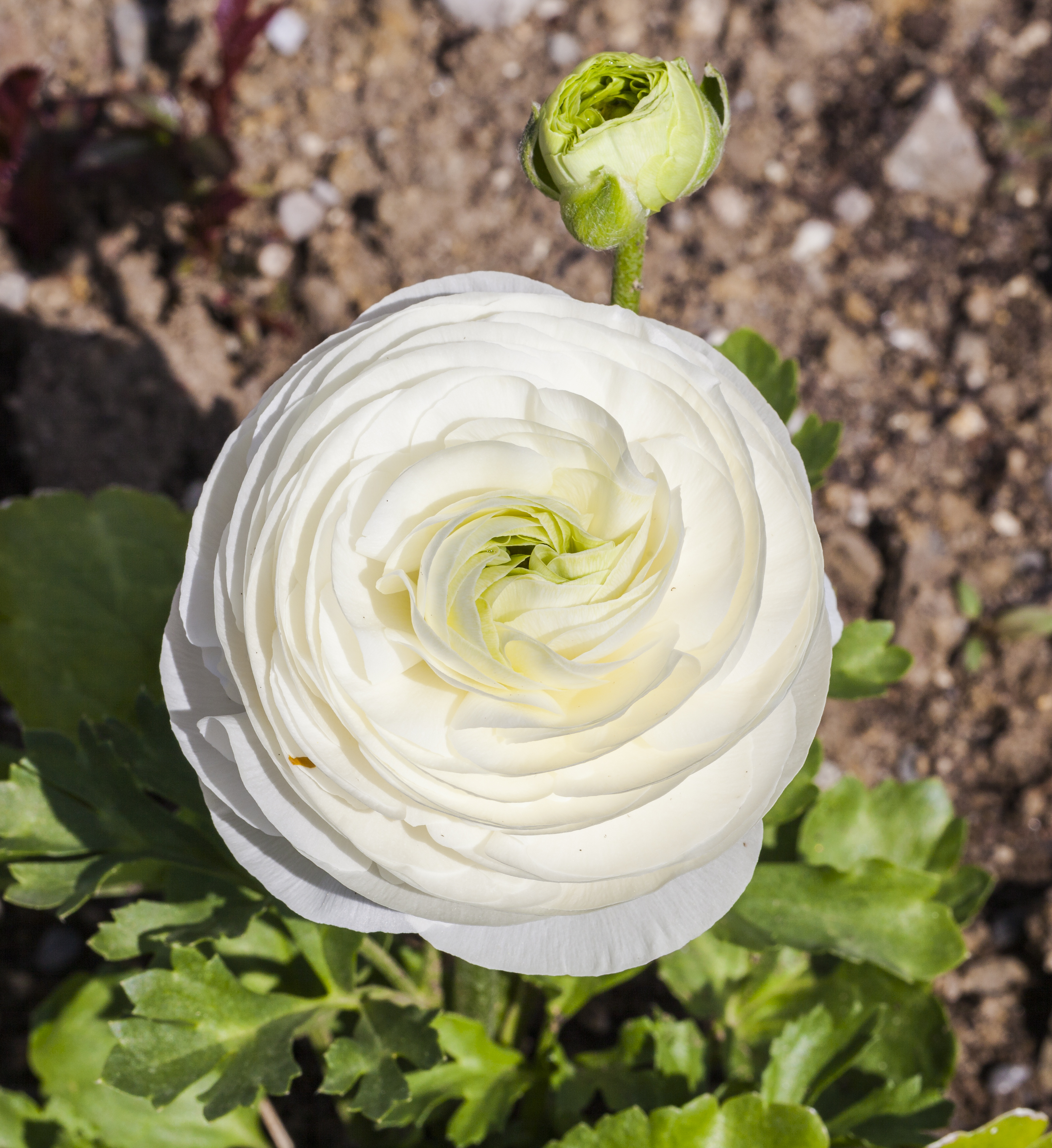
Bông hồng
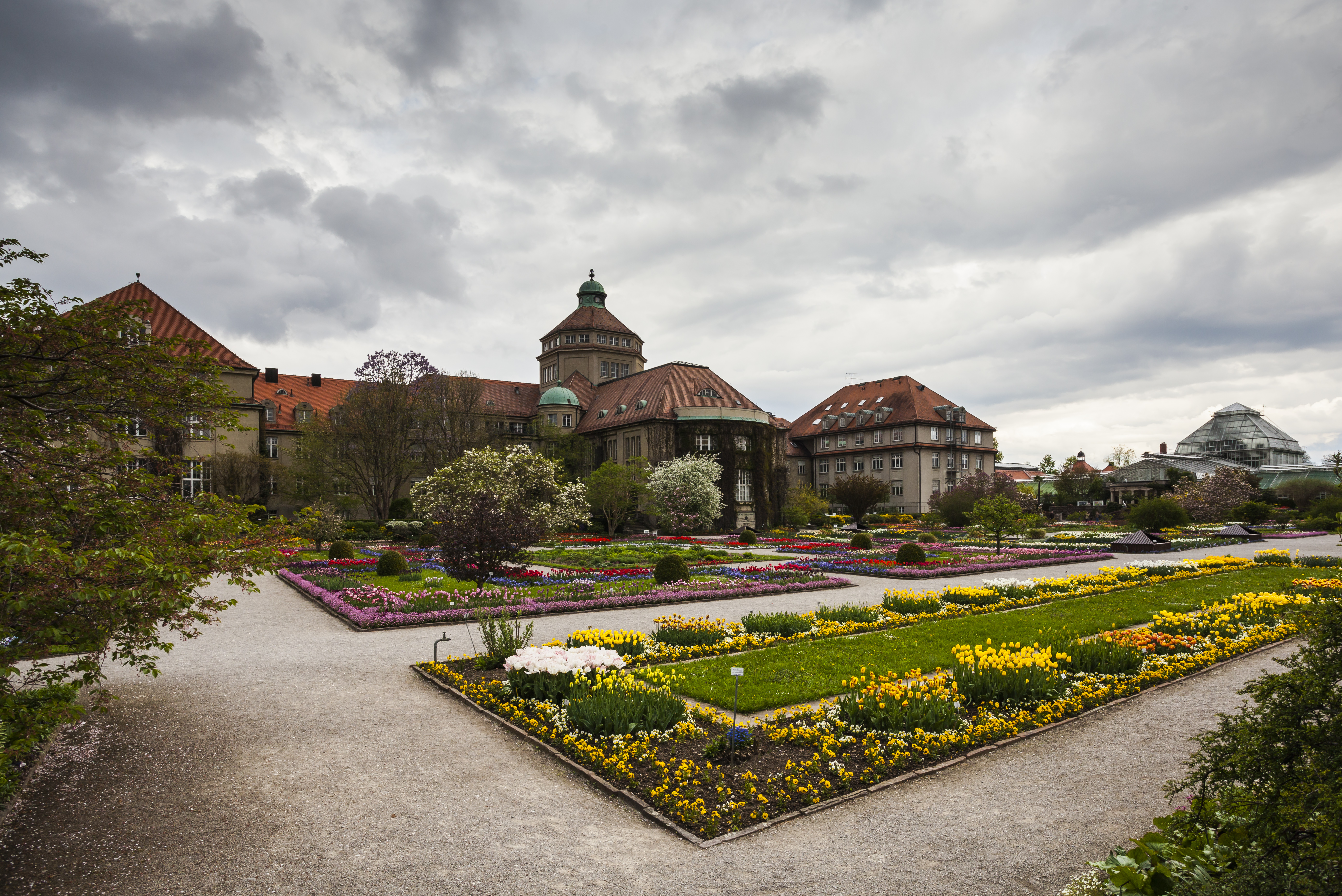
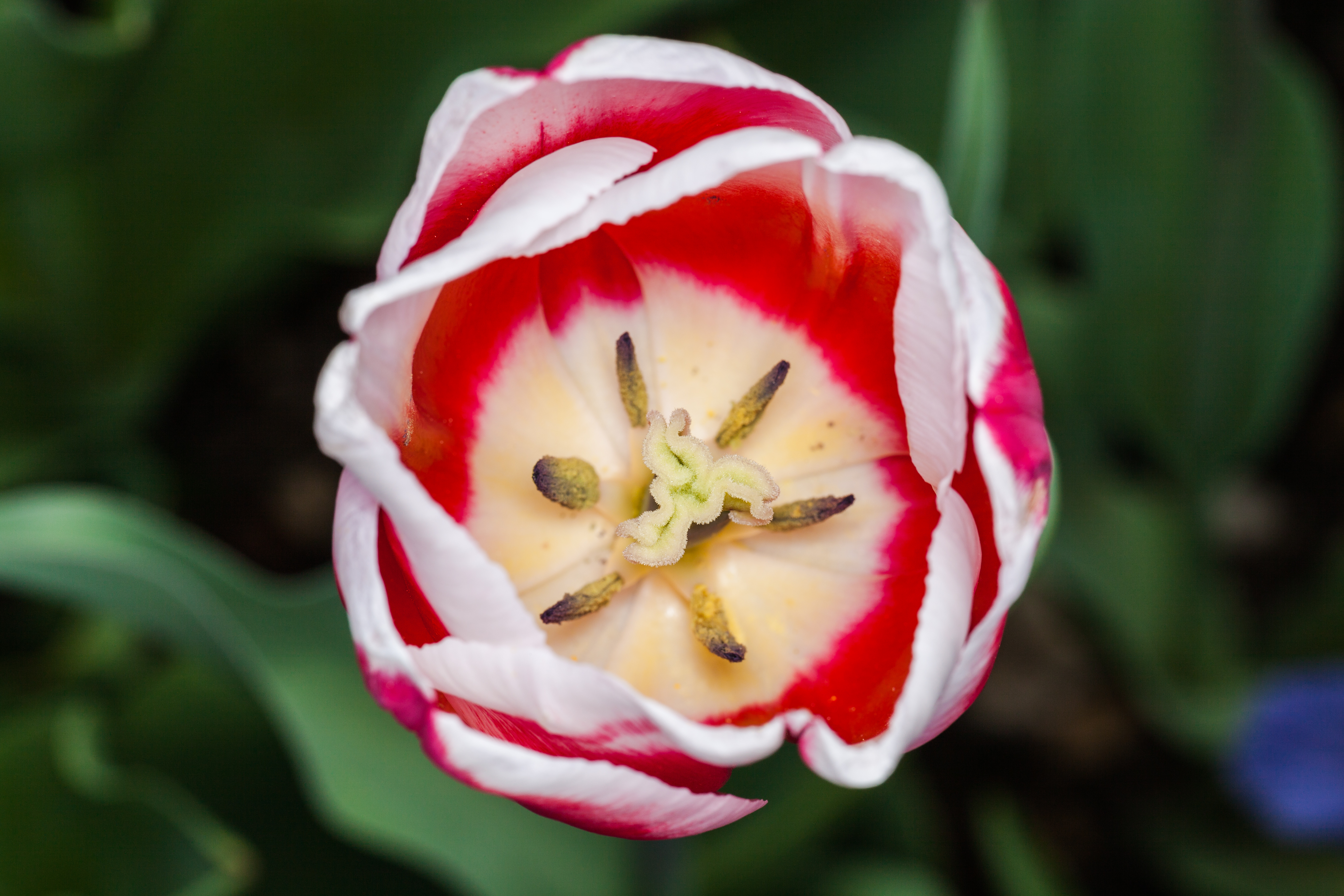
Hoa tu-líp
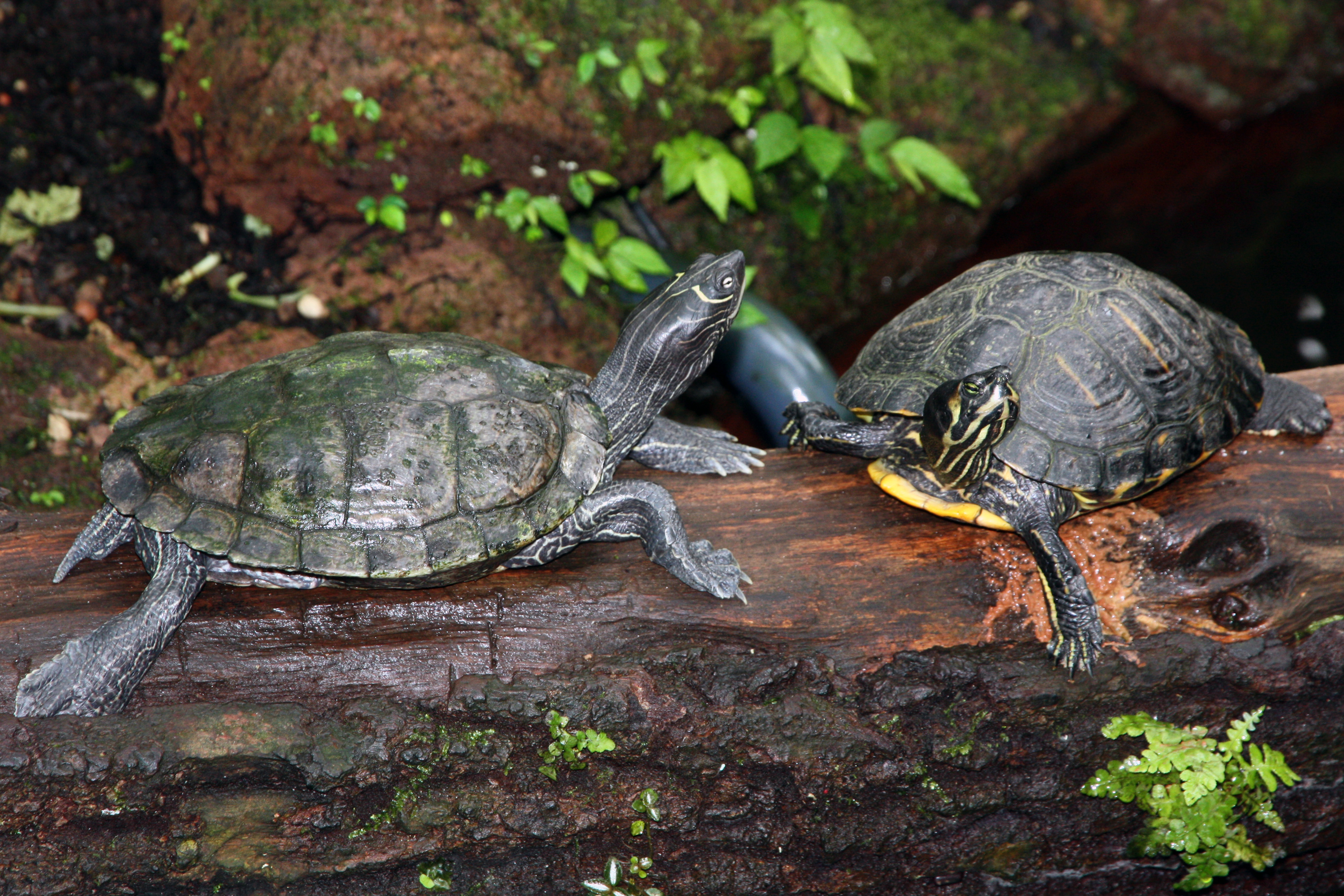
Rùa trong nhà kính số 4